# Klappbrücke Grünenwald
Die Klappbrücke Grünenwald war eine bewegliche Straßenbrücke in der Schweiz. Sie wurde von der Straße nach Engelberg benutzt und führte über die Stansstad-Engelberg-Bahn.
Die Konstruktion einer beweglichen Brücke wurde gewählt, weil die Bahn am Kreuzungspunkt mit der Straße eine Steigung von 25 % hatte und es nicht möglich war, einen niveaugleichen Übergang über die Zahnradbahnstrecke anzulegen. Wenn ein Zug kam, wurden die beiden Segmente der Klappbrücke hochgeklappt und gleichzeitig die zweipolige Oberleitung der mit Drehstrom betriebenen Bahn heruntergelassen. 1964 wurde diese Brücke im Zuge des Neubaus der Bahnlinie nach Engelberg durch eine herkömmliche Überführung ersetzt.